# Лівшиц Володимир Мойсейвич
Лівшиц Володимир Мойсейвич (*1 лютого 1946, Красний Кут Саратовської області) — вчений, письменник, літературознавець, публіцист. Кандидат філософських наук (1980), доцент (1981). Академік Міжнародної академії соціальних технологій (2013), член-кореспондент Міжнародної академії вивчення національних меншин (2000), член Спілки білоруських письменників (2004), Спілки журналістів Республіки Білорусь (2006), Міжнародного Союзу письменників «Новий сучасник» (2009), Почесний професор Білоруської державної сільськогосподарської академії (2015), Почесний ветеран Республіки Білорусь (2018).

## Біографія
У 1964 році закінчив Горецьку середню школу № 2, працював на виробництві, закінчив з відзнакою історичний факультет Могильовського педагогічного інституту (1965–1969), заочну аспірантуру в Білоруському державному університеті (1975–1979). У 1969–1972 рр. працював учителем історії, служив у Радянській Армії, працював інспектором РВНО Горецького району Могильовської області. З 1972 по 1998 рр. працював асистентом, старшим викладачем, доцентом кафедр філософії та політології, маркетингу і права Білоруської державної сільськогосподарської академії (БГСХА). З 1998 по 2005 р. — творець і перший директор Горецького районного історико-етнографічного музею та на 0,5 ставки — доцент кафедр маркетингу і права БГСХА. З 2005 року — редактор журналу «Вісник БГСХА», професор кафедри історії держави і права БГСХА. З 2007 року живе в Ізраїлі в місті Назарет-Ілліт, займається літературною і науковою роботою.

## Наукова та творча діяльність
У 1980 році захистив кандидатську дисертації на тему «Становлення та розвиток агропромислових виробничих колективів». Учасник понад 30 міжнародних, всесоюзних і республіканських наукових конференцій. Автор більше 90 книг і брошур (загальний тираж книг більше 70 тис. екз.), 850 статей з філософії, політології, соціології, педагогіці, правознавства, історії держави і права, історії міста Горки, історії БГСХА, історії аграрної освіти та науки Росії та Білорусі, етнографії та літературознавства. В. М. Лівшиць автор статей про Білоруську державну сільськогосподарську академії та м. Горки в «Білоруській історичній енциклопедії», «Білоруській 18-томній енциклопедії», «Енциклопедії Великого князівства Литовського». Пише російською та білоруською мовами. Наукові роботи публікувалися в США, Ізраїлі, Польщі, Росії, Україні, Молдові, Киргизстані, Литві, Латвії та Естонії.
Лівшиць В. М. вивчив наукові зв'язки професорів і вчених з України з ученими Горирецкого земледеческого інституту, іншими вузами і науковими установами Білорусі: П. У. Палімпсестова (1818–1902), Ю. Е. Янсана (1835–1893), Р. Е. Траутфетера (1809–1898), П. М. Каралева (1821–1894), М. С. Міцуля (1836–1883), М. І. Бурштейна (1889–1951), Г. М. Висоцкага (1865–1940), А. Д. Дубаха (1883–1942), С. П. Мельніка (1883–1938), А. К. Кедрава-Зіхмана (1885–1964), В. І. Перахода (1887–1964), К. Г. Ренарда (1884–1961), У. В. Шкацелава (1861–1940), В. І. Перахода (1887–1964), С. П. Мельніка (1883–1938), та інших.

## Літературознавство
Особливе місце в його творчості займає літературознавство. Їм знайдені зв'язку російських письменників Г. Державіна, А. Чехова, Т. Шевченка, І. Тургенєва і Л. Толстого М. Чернишевського, П. Мельникова, з жителями Горок, студентами та викладачами Горигорецком землеробського інституту, тут навчалися і працювали білоруські письменники М. Горецький, Л. Чернявськая, С. Фомін, Ю. Гаврук, М. Гончарик, А. Вечір, Н. Тулупова, сюди приїжджали Я.Купала, Я.Коласа, В. Короткевич та І. Еренбург. На цій землі народилися В. Каваль, М. Булахов, А. Коршунов, Г. Щербатов, Л. Разгон, Р.Хін — Гольдовська, І. І. Зевін, Б. І. Іоффе, І. І. Каганов.

## Видавнича діяльність
Під його редакцією та участі з 1993 року вийшло понад 60 художніх і наукових книг. Був засновником і видавцем у БГСХА і Горках серій книг і брошур: «Видатні педагоги та вихованці БГСХА», «Імі ганарицца Горацкая зямля» і «Гістория працоўних калективаў Горацкага раена», «Історія факультетів і кафедр БГСХА». У 2003–2007 рр.. був випусковим редактором науково- методичного журналу «Вісник Білоруської державної сільськогосподарської академії» .

## Журналістика
Автор нарисів, есе, статей в журналах "Полымя", «Нёман», «Маладосць», «Беларусь», «Крыніца», «Мишпоха», «Вестник БГСХА», «Магілеўская даўніна» і мережевих журналах «Нотатки з єврейської історії» і «Єврейська старина», газетах «Єврейська міжнародна газета», «Звязда», «Советская Беларусь», «Культура», «Літаратура і мастацтва», «Сільська газета», «Знамя юності», «Краязнаўчая газета», «Секрет» і «Міст» (Ізраїль) та інших .

## Громадська діяльність
Був організатором і першим головою Горецького районного краєзнавчого товариства «Бацькаўшчина», головою Горецького районного культурно — просвітницького єврейського товариство ім. Б. Іофе. Був депутатом Горецького міської Ради, членом правління Білоруського республіканського фонду імені братів М. та Г.Горецкіх.

## Нагороди
- Почесна Грамота президії Верховної ради УРСР (1996).
- Почесна Грамота Національних Зборів Республіки Білорусь (2006).
- Медаль "60 років Перемоги у Великій Вітчизняній війні 1941–1945" (2005).
- Почесний професор Білоруської державної сільськогосподарської академії (2015).
- Почесні Грамоти Міністерств культури; освіти; сільського господарства і продовольства Республіки Білорусь (1996–2006) .
- Знак "Почесні ветеран Республіки Білорусь" (2018).

## Книги та брошури
- 1. Горки. Историко-экономический очерк — Минск: «Беларусь», 1984. — 80 с., ил.
- 2. Профессиональная ориентация молодёжи на специальности агропромышленного комплекса — Соавт.: Гринберг Г .М., Горки: Могилевское областное педагогическое общество, 1984 — 64 с.
- 3. Социальные аспекты агропромышленной интеграции — Минск: Белорусское республиканское общество «Знание», 1985. — 24 с.
- 4. Белорусская сельскохозяйственная академия — Соавт.: Н. Н. Добролюбов. Минск: «Ураджай», 1986. — 126 с., ил. ISBN 5-7860-0070-2
- 5. Горки. Набор открыток. Автор текста. Москва: Центральный совет по туризму СССР при ВЦСПС, 1986. — 10 откр.
- 6. Горки. Историко-экономический очерк — Минск: «Полымя», 1989, 95 с., ил. ISBN 5-345-00084-0
- 7. Белорусская сельскохозяйственная академия. 150 лет. Краткий очерк истории и деятельности — Соавт.: Немыкина И. А., Добролюбов Н. Н., Дюбакова М. Г., Зябкина З. Ф., Ковалев П. А., Кожемяков И. С., Шитов Н. А., Зосимов М. В.. Пуговко А. В., Шерснев П. М., Назаров С. И., Минск: «Ураджай», 1990. — 277 с., 8 л. ил. ISBN 5-7860-0070-2
- 8. Белорусская сельскохозяйственная академия. 150 лет. Иллюстрированный буклет — Авторы текста — Соавт.: Н. Н. Добролюбов. Минск: «Полымя», 1990. — 32 с. ISBN 985-61-09-8 (хибний)
- 9. Белорусская сельскохозяйственная академия. Памятники и памятные места — Соавт.: Добролюбов Н. Н. Минск: «Ураджай»,1990. — 93 с. ISBN 5-7860-0551-8
- 10. Белорусская сельскохозяйственная академия — первое в России высшее сельскохозяйственное учебное заведение. Материал в помощь лектору. К 150-летию со дня открытия — Минск: Белорусское республиканское общество «Знания»,1990. — 24 с.
- 11. Горки. Фотоальбом. Автор текста — Минск: «Беларусь», 1991,110 с., цв. ил. ISBN 5-338-00738-X
- 12. Горацкі гістарычна-этнаграфічны музей. Даведнік — Мінск: «Полымя», 1991. — 95 с., іл. ISBN 5-345-00376-9
- 13. Раскопкі вакол горацкага «Парнаса». Метадычны матэрыял і парады ў дапамогу прапагандыстам кнігі — Магілеў: абласное таварыства аматараў кнігі, 1992. — 64 с.
- 14. Горки и окрестности. Справочник-путеводитель — Орша: отдел культуры Горецкого райисполкома. 1993. — 83 с.
- 15. Максім Гарэцкі — жыццё і творчасць. Метадычны матэрыял і парады ў дапамогу прапандыстам кнігі — Магілеў: абласное таварыства аматараў кнігі.1993. — 34 с.
- 16. Горацкай зямлі адважныя сыны — Горкі: адзел культуры Горацкага райвыканкама, 1994. — 28 с., ил. ISBN 985-6120-01-2
- 17. Летапіс горада Горкі — Горкі: адзел культуры Горацкага райвыканкама, 1995, 103 с. ISBN 985-6120-04-7
- 18. "Ішло ў бясмерце Горацкае гетта… " — Горкі: адзел культуры Горацкага райвыканкама, 1995. — 24 с. ISBN 985-6120-06-3
- 19. Летапіс Беларускай сельскагаспадарчай акадэміі (1836—1995 гг.). аўт.-склад.— Горки: ред.-изд. отдел БСХА, 1995. — 208 с. ISBN 985-6120-11-X
- 20. Беларуская сельскохозяйственная акадэмия (на рус. и бел. языках). 155 лет. Иллюстрированный буклет. Соавт. Цыганав А. Р.— Минск: отдел культуры Горецкого райисполкома, 1995. — 48 с. ISBN 985-6120-09-8
- 21. Жизнь, отданная книге. К 100-летию со дня рождения Д. Р. Новикова. Соавт. Цыганов А. Р. — Горки: отдел культуры Горецкого райисполкома, 1996. — 35 с., ил. ISBN 985-6120-16-0
- 22. Літаратурны музей Максіма Гарэцкага. Кароткі даведнік — Орша: адзел культуры Горацкага райвыканкама, 1997. — 69 с. ISBN 985-6120-13-6
- 23. Агрофирма им. Ленина (к 50-летию со дня образования)— Соавт: Белицкий Н. А.,Буян М. Н.,Микулич А. В., Панков В. А., Скуловец М. В., Минск: отдел культуры Горецкого райисполкома,1997. — 234 с.
- 24. Горецкие сельскохозяйственные учебные заведения. Очерки истории (1836—1919 гг.). Соавт.: Дюбакова М. Г., Зябкина З. Ф., Цыганов А. Р.— Горки: отдел культуры Горецкого райисполкома, 1997. — 164 с. ISBN 985-6120-18-7
- 25. Горы (к 500-летию первого летописного упоминания) Соавт.: А. П. Герасимов, А. М. Каган, А. М. Пугач. Горки: отдел культуры Горецкого райисполкома, 1997. — 135 с. ISBN 985-6120-30-6
- 26. Сын вёскі. Кароткі нарыс аб жыцці і дзейнасці пісьменніка Васіля Каваля — Горкі: адзел культуры Горацкага райвыканкама, 1997. — 46 с. ISBN 985-6120-34-9
- 27. Четырежды почетный. К 80-летию со дня рождения И. М. Стельмашонка — Горки: отдел культуры Горецкого райисполкома, 1998. — 34 с., 9 л. ил. ISBN 985-6120-31-4
- 28. Первый доктор истории. Шитов Н. А. Соавт.: Цыганов А. Р., Герасимович А. А.— Горки: отдел культуры Горецкого райисполкома, 1999. — 20 с., ил. 13 л. ISBN 985-6120-37-3
- 29. Тридцать пятый ректор академии. Соавт.: Цыганов А. Р., Бортник С. А. Горки: отдел культуры Горецкого райисполкома, 1999. — 20 с., ил. 13 л. ISBN 985-6120-35-7
- 30. Горы — Горецкий земледельческий институт. Выдающиеся ученые и профессора. Соавт.: В.Немыкин, А. Р. Цыганов.— Горки: отдел культуры Горецкого райисполкома, 1999. — 169 с., ил. 4 л. ISBN 985-6120-42-X
- 31. Горецкий лесхоз. Краткий очерк истории и деятельности. Соавт.: Назаров С. И., Горки: отдел культуры Горецкого райисполкома, 1999. — 64 с.
- 32. Горецкий район: история и современность (к 75-летию со дня образования Горецкого района)— Горки: отдел культуры Горецкого райисполкома, 1999. −20 с., ил. 1
- 33. Даследчык беларускай літаратуры. Кароткі нарыс аб жыцці і творчасці літаратуразнаўцы Барыса Іофе — Орша: адзел культуры Горацкага райвыканкама, 1999. — 28с., ил. 5 л. ISBN 985-6120-41-1
- 34. Верность земле. Горки. Соавт.: Цыганов А. Р.— Горки: отдел культуры Горецкого райисполкома, 1999. — 54 с., ил. ISBN 985-6120-38-1
- 35. Горки: история и современность(к 55 летию освобождения района и г. Горок — Горки: отдел культуры Горецкого райисполкома, 1999. −32 с., ил. 12.
- 36. Летопись Белорусской государственной сельскохозяйственной академии 1836—2000 г. Авт.-сост., 3-е изд., испр. и доп — Горки: ред.изд. отдел БГСХА, 2000. — 212 с. ISBN 985-6120-51-9
- 37. Навечна ў памяці народной. Сааўт.: Детляковіч П. І., Горкі: адзел культуры Горацкага райвыканкама, 2000. — 44 с. ISBN 985-6120-46-2
- 38. Раскопкі вакол горацкага "Парнаса. Літаратуразнаўчыя нарысы — Горкі: адзел культуры Горацкага райвыканкама, 2001. — 194 с., ил. 20. ISBN 985-6120-44-6
- 39. Кафедра механизации животноводства и электрификации сельскохозяйственного производства (к 50-летию со дня основания). Соавт.: В. А. Шаршунов, А. В. Червяков — Горки:, ред.изд. отдел БГСХА, 200. — 86 с.
- 40. Знать и защищать интересы избирателей : Выступления и ст. депутата Палаты представителей Нац. собр. Респ. Беларусь В. А. Шаршунова / Сост.: В. М. Лившиц, П. И. Детликович — Горки : Отд. культуры Горец. райисполкома, 2000. — 139 с. ISBN 985-6120-45-4
- 41. Белорусская государственная сельскохозяйственная академия. Научно-педагогические школы и основные направления научных исследований. Соавт.: А. Р. Цыганов, П. А. Саскевич, А. М. Карташевич, Э. А. Петрович — Горки: ред.- изд. отдел БГСХА, 2001. — 120 с.
- 42. Первый послевоенный ректор академии. Соавт.: Цыганов А. Р.— Горки: ред.-изд. отдел БГСХА, 2001. — 25 с. ISBN 985-6120-64-0
- 43. Белорусская государственная сельскохозяйственная академия (студенту-первокурснику). Соавт. А. Р. Цыганов — Горки: ред.изд. отдел БГСХА, 2001, 60 с. ISBN 985-6120-61-6
- 44. Народнае аматарскае аб’яднанне «Мастацтва»(да 10-годзя з дня заснавання). Сааўт. В. В. Белавусава, Т. А. Драздова — Горкі: адзел культуры Горацкага райвыканкама, 2002.- 44 c.
- 45. Выдающийся агрохимик Беларуси. Соавт.: А. Р. Цыганов, М. А. Кадыров — Горки: отдел культуры Горецкого райисполкома, 2003. — 32 с., ил. 5 л. ISBN 985-6120-70-5
- 46. Возвращённые из небытия. Соавт. Пакуш Л. В.— Горки: отдел культуры Горецкого райисполкома,2004. — 166 с. ISBN 985-6120-72-1
- 47. Оценка информационных потребностей населения Республики Беларусь пострадавших от катастрофы на Чернобыльской АЭС/Отчёт в рамках проекта Программы развития ООН/. Соавт. Цыганов А. Р., Скикевич А. А., Чернуха Г. А. и др. — Минск, «ЗАО ЮНИКАПС», 2004. — 60 с. ISBN 985-6745-06-3
- 48. Инновационные разработки Белорусской сельскохозяйственной академии Соавт.: А. Р. Цыганов, М. В. Шалак — Могилев: обл.типография им. С.Соболя, 2005. — 240 с., ил. ISBN 985-6738-58-X
- 49. Белорусская государственная сельскохозяйственная академия. История в биографиях ученых, удостоенных почетных званий, лауреатов премий, профессоров, докторов наук. 165 лет. (1840—2005). Соавт. А. Р. Цыганов — Могилев: обл.типография им. С.Соболя, 2005. — 144 с.
- 50. Первый доктор истории. Шитов Н. А. Соавт. Цыганов А. Р., Герасимович А. А. Горки: 2-ое доп. и расширенное издание — Могилев: обл.типография им. С. Соболя, 2005. — 84 с., ил.
- 51. Летопись Белорусской сельскохозяйственной академии (1836—2005), 4-е изд., испр. и доп. Авт.-сост.— Горки: ред.- изд. отдел УО «БГСХА», 2005. — 214 с.
- 52. Горкі: Старонкі гісторыі — Мінск: «Красико — принт», 2007. — 312 с., ил.16 л. ISBN 985-405-384-9//http://horki.info/library/374.html [Архівовано 23 лютого 2014 у Wayback Machine.]
- 53. Горецкая еврейская община: страницы истории — Нацрат Илит — Горки: 2009. — 298 с., ил.
- 54. Научно-педагогические школы Белорусской государственной сельскохозяйственной академии: история восхождения (к 170 — летию академии). Соавт. А. П. Курдеко, А. Р. Цыганов, М. В. Шалак, К. П. Сучков — Минск: «Экоперспектива», 2009. − 196 с. ISBN 985-469-31-01 (хибний)
- 55. Беларуская дзяржаўная сельскагаспадарчая акадэмія: гісторыя i сучаснасць.100 пытанняў i адказаў (1840—1919).Частка 1. Сааўт. А. П. Курдзека, А. Р. Цыганаў — Горкі: 2010. — 145 с.,//http://ekonomika.by/downloads/bgsha.pdf [Архівовано 4 березня 2016 у Wayback Machine.]
- 56. Летопись Белорусской государственной сельскохозяйственной академии (1840—2010), 5-е изд., испр. и доп. Авт.-сост. Соавт. А. А. Герасимович — Горки: ред.- изд. отдел УО «БГСХА», 2010. — 182 с., ил. ISBN 985-467-295-3 (хибний)
- 57. Евреи в Горках: судьбы и дела.— Горки-Нацрат Илит. Типография БГСХА.2012.-310с.
- 58.У краі бярозавых гаёў. Аўтар тэкста/сааўтар А. В. Бяляцкі.- Магілёў.2012. Магілёўская друкарня імя С.Собаля.-120с. ил. ISBN 978-985-6848-96-7
- 59. Беларуская дзяржаўная сельскагаспадарчая акадэмія: гісторыя i сучаснасць.100 пытанняў i адказаў (1919—1945). Частка 2. Сааўт. А. П. Курдзека, А. Р. Цыганаў — Горкі: 2013. — 146 с.,iл.// http://ekonomika.by/downloads/bgsha_2013.pdf [Архівовано 4 березня 2016 у Wayback Machine.]
- 60. Гордость и слава Горецкой земли. В 3-х книгах. Книга 1.Учёные — земляки.Горки:2013.-124с.http://www.calameo.com/read/0041360684d9c78d754b4?authid=DbGZoI7L3YQp
- 61. Горацкая студыя «Аршанскага Маладняка»(1926-1928 гг.).Кароткі нарыс аб гісторыі стварэння i дзейнасці.-Горкі:2013.96 с.http://www.calameo.com/read/00413606820f8f82c8c57?authid=tLo9NJ5ps5zY
- 62. Александр Риммович Цыганов: к 60-летию со дня рождения (автор — сост. / в соавт.) — Минск : Беларуская навука, 2013. — 269 с.:фот. ISBN 978-985-08-1646-7.
- 63. С Горками и академией связаны судьбой (события, люди и дела). Заметки краеведа. — Горки: ред.- изд. отдел УО «БГСХА», 2013. — 196c.http://www.calameo.com/read/00413606827243083391c?authid=p9P1YgaJtFfz
- 64. Гордость и слава Горецкой земли. В 3-х книгах. Книга 2.Земляки - Герои Советского Союза, генералы Вооружённых сил и Министерства внутренних дел СССР.-Горки:2014.-124 c.,ил.http://www.calameo.com/read/0041360685a1c70d6d027?authid=dxcOi7M71vr0
- 65.Летопись Белорусской государственной сельскохозяйственной академии (1840—2015), 6-е изд., испр. и доп. Авт.-сост. Соавт. А. А. Герасимович — Горки: ред.- изд. отдел УО «БГСХА», 2015. — 216 с.
- 66. Нацрат Илит:очерк истории, памятные места и топонимы.- Хайфа:2015.112с.,ил.
- 67. Библиотека Белорусской государственной сельскохозяйственной академии: очерк истории и деятельности(1840-2015гг.)( колект. автор.).-Горки :2015.154 с.,ил.
- 68. Гордость и слава Горецкой земли.Книга 3.  Герои Социалистического Труда, заслуженные работники народного хозяйства, культуры, художники и писатели.- Горки:2015.64 c
- 69.Нацрат Илит: краткий очерк истории.- Нацрат Илит:2015.104с.,ил.
- 70. Горки:история и современность. Иллюстрированный буклет.-Горки: 68с., ил
- 71. 100 год з гісторыі Беларускай дзяржаўнай сельскагаспадарчай акадэміі: дакументы і матэрыялы 1840—1940 гг. [Электронны рэсурс] : да 175-годдзя з дня адкрыцця / у саўт./ Мінск : 2015. - электронны аптычны дыск (CD-ROM).
- 72.Нацрат Илит: очерк истории, памятные места и топонимы. - Хайфа:2016.248с.,ил.
- 73.С Горками и академией связаны судьбой (события, люди и дела). Заметки краеведа. Книга 2.— Горки: 2016. — 96c.
- 74.Перекрёстки Дрибинской истории ( Краткий историко -экономический очерк) — Горки.2017.— 80 с.,ил.
- 75.Гордость и слава Дрибинского района.— Горки.2017.— 50с.,ил.
- 76. Рыцар іўрыта з Беларусі. Кароткі нарыс аб жыцці і творчасці Іцхака Каганава — Горкі. 2017. — 50 с., іл.
- 77.С Горками и академией связаны судьбой (события, люди и дела). Заметки краеведа. Книга 3.— Горки:  2017. — 58c.
- 78.Гордость и слава Белорусской государственной сельскохозяйственной академии.Профессора и выпускники: академики и члены-корреспонденты. / в соавт./— Горки: 2017.166 с., ил.
- 79. Максім Гарэцкі : сцежкамі жыцця (да 125-годдзя з дня нараджэння) / – Горкі : выдаецтва БДСГА, 2018. – 180 с. : іл.ISBN 978-985-467-785-9.
- 80. Горецкая еврейская община: страницы истории ( историко-экономический очерк). LAP LAMBERT Academic Publishing. –2018.– 140с., ил. ISBN 978-620-2-02808-0
- 81.С Горками и академией связаны судьбой (события, люди и дела). Заметки краеведа. Книга 4 — Горки:  2018. — 52c., ил.
- 82.Горки:краткий очерк истории, памятники, памятные места и топонимы — Горки: 2018. — 104 с., ил.
- 83. Леў Разгон: жыццё і творчасць — Горкі: 2018.— 52 с., іл.
- 84. Нацрат Илит: историко-краеведческий очерк– Саарбрюккен:LAP LAMBERT Academic Publishing– 2018. 288 с. ил. ISBN 978-613-9-81527-2
- 85. Александр Риммович Цыганов: к 65-летию со дня рождения (автор — сост. / в соавт.) — Минск : Беларуская навука, 2018. — 280 с.:фот.
- 86. Душы не спыніцца палёт...(да 70-годзя члена Саюза пісьменнікаў Беларусі Ніны Кавалёвай) ( аўт.-склад./ у сааўт)- Мінск: 2019. 132 с., іл. ISBN 978-985-459-6
- 87. Раскопкі вакол Горацкага "Парнаса". Літаратуразнаўчыя нарысы. У 3-х  кнігах. Кніга 1. Вучыліся ў акадэміі. Вучыліся і працавалі ў акадэміі. -Горкі: 2019. 194с., іл.
- 88. Раскопкі вакол Горацкага "Парнаса". Літаратуразнаўчыя нарысы. У 3-х кнігах. Кніга 2. Працавалі ў акадэміі. Родам з Горацкага краю. -Горкі: 2019. 200 с., іл.
- 89. Раскопкі вакол Горацкага "Парнаса". Літаратуразнаўчыя нарысы. У 3-х кнігах. Кніга 3. Былі на Горецкай зямлі. Ішлі лісты ў Горкі. Землякі – прататыпы і героі літаратурных твораў. Галасы з Горацкага Парнаса. -Горкі: 2019. 220 с., іл.
- 90.Гордость и слава Белорусской государственной сельскохозяйственной академии. Профессора и выпускники – заслуженные деятели науки, заслуженные деятели науки и техники / в соавт. А. Р. Цыганов, А. С. Чечёткин. – Горки : БГСХА, 2019. – 122 с.ISBN 978-985-467-917-4.
- 91. С Горками и академией связаны судьбой (события, люди и дела). Книга 5. Заметки краеведа. – Горки : 2019. – 62 с., ил.
- 92. Літаратурныя раскопкі акадэмічнага «Парнаса» : літаратуразнаўчыя нарысы (да 180-годдзя Беларускай дзяржаўнай сельскагаспадарчай акадэміі) – Горкі : БДСГА, 2020. – 316 с.., ил. ISBN 978-985-7231-46-1.
- 93. Холокост. Горки и Горецкий район. – Горки: 2020. – 148 с., ил.
- 94. Летопись Белорусской государственной сельскохозяйственной академии (1840—2020), 7-е изд., испр. и доп. Авт.-сост. Соавт. А. А. Герасимович, Н.А. Глушакова  — Горки: ред.- изд. отдел УО «БГСХА», 2020. — 188 с.,ил.
- 95. Белорусская государственная сельскохозяйственная академия: памятники и памятные места (к 180-летию со дня открытия) . Соавт.: Цыганов, А.Р. Великанов, В.В. Чечёткин, А. С. – Горки : БГСХА, 2020. – 283 с. ISBN 978-985-882-020-6.
- 96. Знакамітыя землякі. Штрыхі да партрэтаў. Кніга першая. – Горкі: 2021. 100 с., іл.
- 97. Холокост. Дрибин и Дрибинский район. – Горки: 2021. – 112с., ил.
- 98. На скрыжываннях Горацкай гісторыі.- Горкі: 2021.- 100с., іл.
- 99. Жизненный путь, научно-педагогическая деятельность М. З. Фрейдина. Воспоминания друзей и коллег. 2-е доп. и расш. изд.// Соавт.: Цыганов,А.Р., Великанов В.В., Чечёткин А.С. — ред.- изд. отдел УО «БГСХА»- Горки: 2022.180 с., ил.
- 100. Без срока давности. Холокост: Горки и Горецкий район. Саарбрюккен: Lambert Academic Publishing. 2022. 168 с., ил. ISBN 978-620-5-49215-4
- 101. Рашель Хін-Галдоўская: кароткі нарыс жыцця і творчасці.- Горкі: 2022. 208 с.іл.
- 102. Гражданин, ученый, посол / Соавт: И. В. Шафранская, А. А. Лопатнюк – Горки : БГСХА, 2023. – 130 с.ISBN 978-985-882-322-1.
- 103. В борьбе с фашизмом ( евреи  Горок и Горецкого района в годы Великой Отечественной войны).- Горки:154 с., ил.
- 104. Экономическому факультету Белорусской государственной орденов Октябрьской Революции и Трудового Красного Знамени сельскохозяйственной академии – 95 лет.165 лет подготовки по специальности «Экономика» /авт.-сост.: И. В. Шафранская, В. М. Лившиц. – Горки, 2023. –152 с. ISBN 978-985-882-408-2.
- 105. Премьер-министры Израиля (краткие политические портреты). Часть 1. – Горки: 2024. 163 с., ил.

## Статті в енциклопедіях
- Горкі // Энцыклапедыя гісторыі Беларусі / Рэдкал.: Г. П. Пашкоў (галоўны рэд.) i інш.; Маст. Э. Э. Жакевіч. — Мн.: БелЭн, 1996. — Т. 3:Гімназіі-Кадэнцыя. — С. 89-91. — 527 с. — 10 000 экз. — ISBN 985-11-0041-2
- Горы-Горацкая земляробчая школа//Энцыклапедыя гісторыі Беларусі: У 6 т. — Мінск.: 1996. Т. 3. — С. 93.
- Горы-Горацкі земляробчы інстытут //Энцыклапедыя гісторыі Беларусі: У 6 т. — Мінск.: Т. 3. 1996. Т.3 — С. 93-91.
- Горацкі гістарычна-этнаграфічны музей //Энцыклапедыя гісторыі Беларусі: У 6 т.- Мінск.: 1996. Т. 3.1966 — С. 86-87.
- Беларуская сельскагаспадарчая акадэмія// Энцыклапедыя гісторыі Беларусі: У 6 т. Мінск.: Т. 1. 1993. — С. 414–415.
- Горы-Горацкая земляробчая школа// Беларуская энцыклапедыя: У 18 т. — Мінск.: 1997. Т. 5.. — С. 367.
- Горы-Горацкі земляробчы інстытут//Беларуская энцыклапедыя: У 18 т. — Мінск.: 1997. Т. 5. 1997. С. 367–368
- Горкі//Беларуская энцыклапедыя: У 18 т. — Мінск.: Энцыклапедыя гісторыі Беларусі, 1997. Т. 5.- С. 360.
- Беларуская сельскагаспадарчая акадэмія// Беларуская энцыклапедыя: У 18 т. — Мінск.: 1995. Т. 2. — С. 492.
- Горкі // Вялікае княства Літоўскае: Энцыклапедыя. У 3 т. / рэд. Г. П. Пашкоў і інш. Т. 1: — Мінск: Беларуская Энцыклапедыя, 2005. — С. 546